# Klein zeegras
Klein zeegras (Zostera noltii, ook wel Zostera noltei) is een ondergedoken zeewaterplant (hydrofyt) die behoort tot de zeegrasfamilie (Zosteraceae).
Klein zeegras kan men herkennen aan de bladen met een afgeknotte of ingesneden top. De bladen zijn ook minder breed (0,5 à 1,5 mm) dan bij groot zeegras (Zostera marina). De zaden zijn nagenoeg glad, terwijl die bij groot zeegras duidelijk overlangs geribd zijn.

## In andere talen
- Engels: Dwarf eelgrass
- Frans: Varech de Nolti, Zostère naine

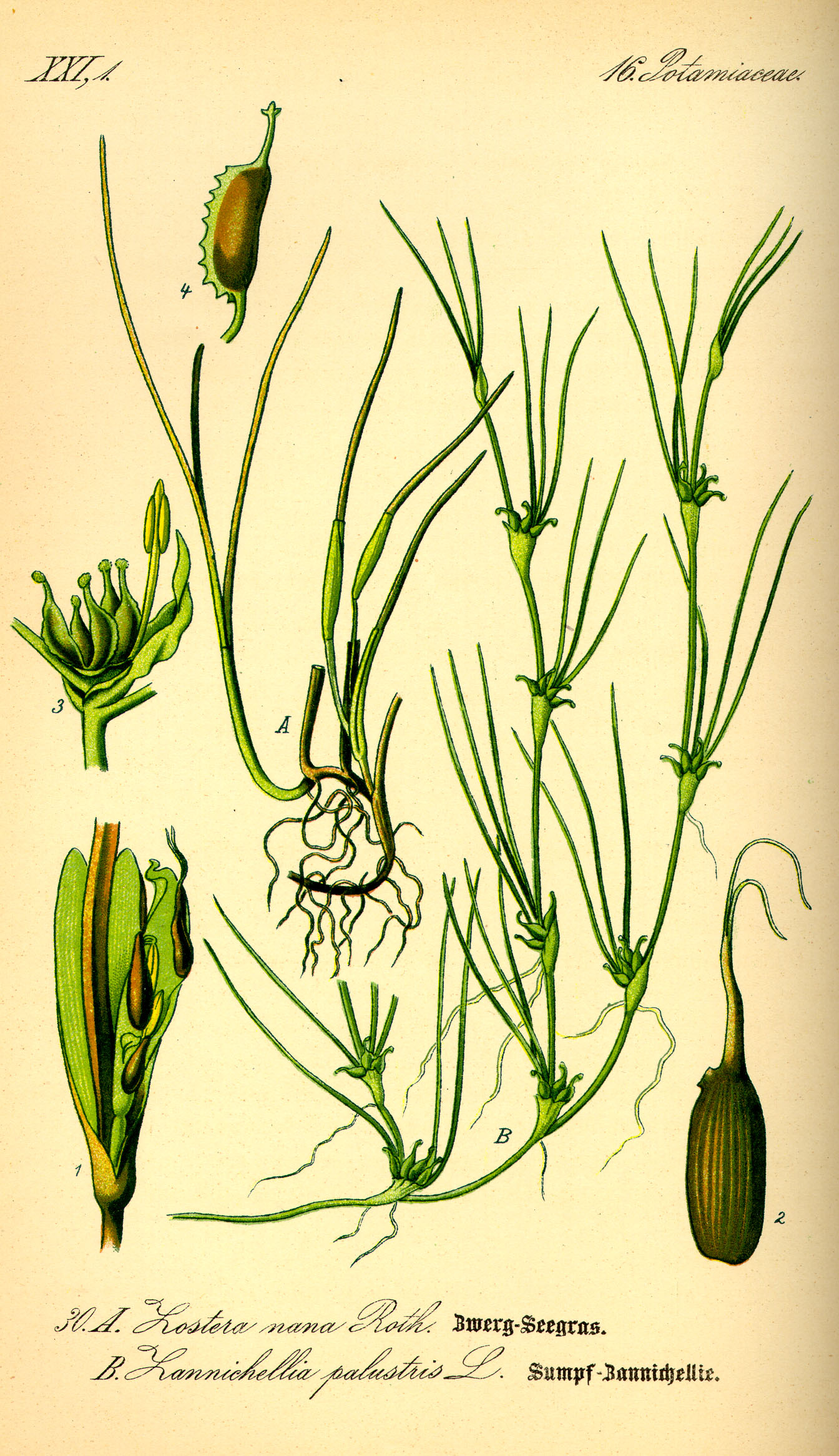
A. Klein zeegras

- Duits: Zwerg-Seegras